# Hochschule Heilbronn

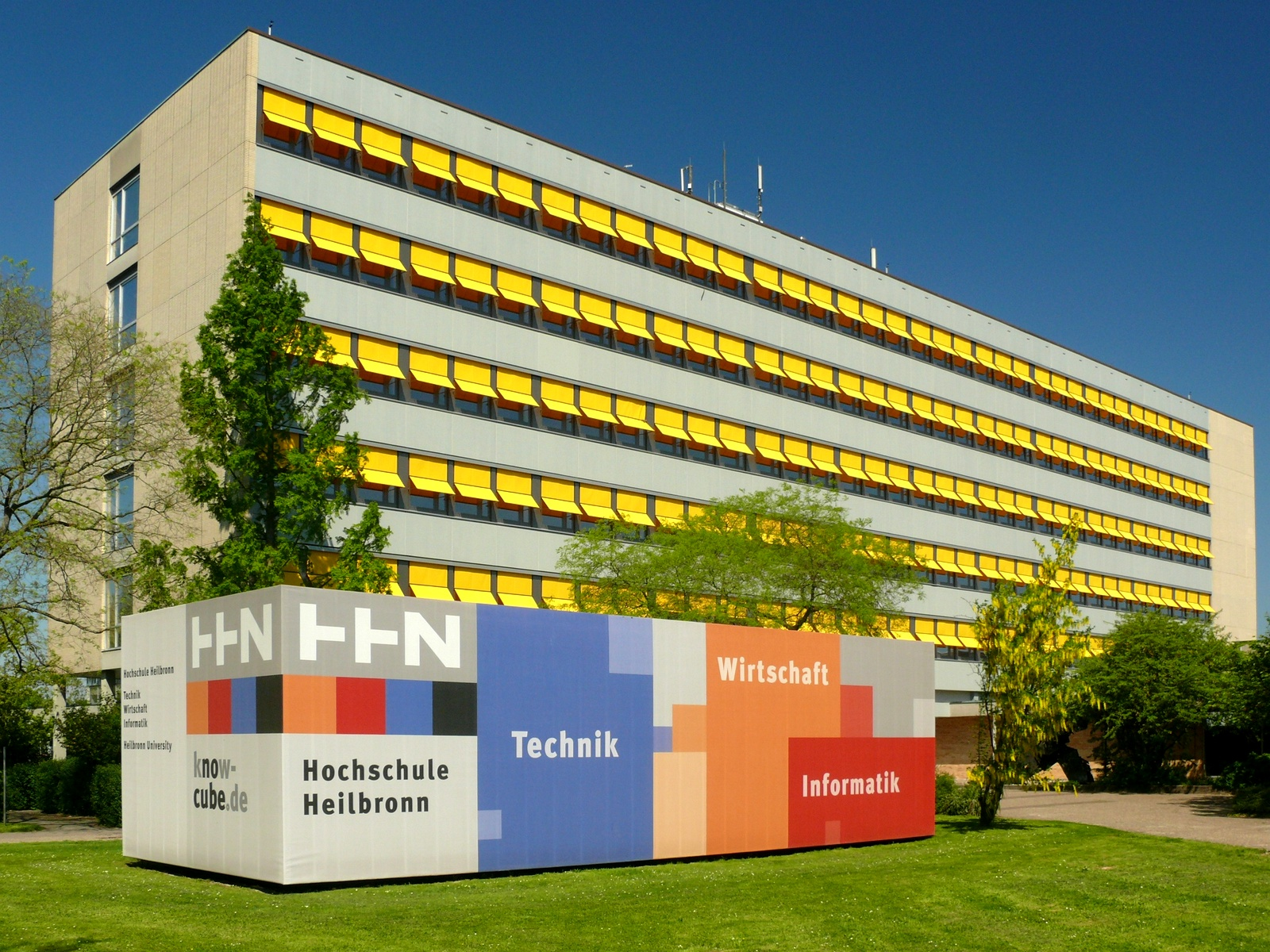
Hochschule Heilbronn

Die Hochschule Heilbronn ist eine Hochschule für Angewandte Wissenschaften mit den Schwerpunkten Technik, Wirtschaft und Informatik, die in Baden-Württemberg liegt. Mit knapp 8.000 Studierenden ist sie im Wintersemester 2022/2023 die größte staatliche Hochschule für Angewandte Wissenschaften in Baden-Württemberg. Die Hochschule Heilbronn bietet in sieben Fakultäten verschiedenen Bachelor- und Masterstudiengänge an. Sie ist Gründungsmitglied im 2022 errichteten Promotionsverband der Hochschulen für angewandte Wissenschaften Baden-Württemberg.
Die Hochschule ist über vier Standorte verteilt: TechCampus in Heilbronn-Sontheim, Bildungscampus in Heilbronn, Reinhold-Würth-Hochschule in Künzelsau sowie Campus Schwäbisch Hall. Der Campus Sontheim bietet Raum für derzeit 2.521 Studierende mit dem Schwerpunkt auf Technik. Am Bildungscampus in der Heilbronner Innenstadt studieren 3.290 Studierende der Fachrichtung Betriebswirtschaft. An der Reinholdt-Würth-Hochschule in Künzelsau sind 1.489 Studierende eingeschrieben und am Campus Schwäbisch Hall gibt es 1.002 Studierende mit Studienschwerpunkt in Management- und Vertrieb (Eröffnung im Herbst 2009).

## Geschichte
Am 17. April 1961 wurde die Vorläuferschule Staatliche Ingenieurschule Heilbronn gegründet, Gründungsdirektor war Friedrich Aßmus, zuvor Direktor der Ingenieurschule Furtwangen. Die ersten Studiengänge waren Feinwerktechnik und Maschinenbau, letzterer unterteilt in die Züge Betriebstechnik und Konstruktion. Unterrichtet wurde zunächst in angemieteten Räumen im Heilbronner Bahnhofsviertel, die Verwaltung war in der ehemaligen Heilbronner Zigarrenfabrik untergebracht. Aufgrund des schnellen Anstiegs der Studentenzahl von 50 (1961) auf 260 (1963) geriet die Schule bald in Raumnot, im Frühjahr 1964 war sie über vier Standorte in ganz Heilbronn verteilt. Im selben Jahr beendeten die ersten 57 Absolventen ihr Ingenieursstudium. Im Herbst 1965 erfolgte nach 2½ Jahren Bauzeit der Umzug der Ingenieurschule in einen Neubau an der Max-Planck-Straße im Süden Heilbronns, der den in der damaligen Planung vorgesehenen 750 Studenten Raum bieten sollte. Mit dem Sommersemester 1966 kam Physikalische Technik als vierter Studiengang dazu. 1969 trat der Gründungsdirektor Aßmus in den Ruhestand, sein Nachfolger wurde Walter Hellerich.
Nach Errichtung des Studiengangs Fertigungsbetriebswirtschaft änderte sich 1969 der Name in Staatliche Ingenieurschule und Höhere Wirtschaftsfachschule Heilbronn. Im Sommersemester 1971 folgte mit der Verkehrsbetriebswirtschaft ein zweiter betriebswirtschaftlicher Studiengang. Mit dem baden-württembergischen Fachhochschulgesetz wurde zum 1. Oktober 1971 aus der Fachschule die Fachhochschule Heilbronn (später Fachhochschule Heilbronn – Hochschule für Technik und Wirtschaft). Mit der Umwandlung in eine Fachhochschule änderten sich die Zugangsvoraussetzungen für das Studium. Die bis dahin verlangte praktische Vorbildung durch Lehre oder zweijähriges Praktikum entfiel, stattdessen gab es Praxissemester während des Studiengangs. Voraussetzung für das Studium war nun die Fachhochschulreife.
1972 wurde als erster Schritt zum Aufbau einer Gesamthochschule zusammen mit der Universität Heidelberg der Hochschulstudiengang Medizinische Informatik eingerichtet. Die Gesamthochschule mit 10.000 Studienplätzen, die nach dem Hochschulgesamtplan II Baden-Württemberg in Heilbronn entstehen sollte, kam jedoch nicht zustande.
Von 1977 bis 1989 war Walter Dörr Rektor der Fachhochschule Heilbronn, der sich für einen Erweiterungsbau und für neue Fachbereiche wie Touristik, Elektronik und Weinbau einsetzte, die dazu führten, dass sich die Studentenzahl der einstigen Ingenieurschule in dieser Zeit verdreifachte und die Existenz der Hochschule für die Zukunft sicherten.
Ihren derzeitigen Namen trägt die Hochschule seit dem 1. September 2005.
Im Jahre 2009 wurde nach einjährigem Umbau der Campus Schwäbisch Hall eröffnet.
Im Juli 2011 begannen die Bauarbeiten für den Neubau des Campus in der Heilbronner Innenstadt auf dem ehemaligen Gelände der Heilbronner Versorgungs GmbH (HVG). Bereits zum Wintersemester 2011/12 bezog ein Teil der Studierenden und Professoren ein vorherig von der Dualen Hochschule Baden-Württemberg Mosbach genutztes Gebäude. Im Oktober 2012 wurde auch im neuen Gebäude der Hochschule Heilbronn der Studienbetrieb aufgenommen und der Campus offiziell eröffnet. In den darauf folgenden Jahren wuchs der Bildungscampus weiter: im Herbst 2019 wurde der Bildungscampus Nord eröffnet, welcher eine hochschulübergreifende Bibliothek LIV und zwei weitere Gebäude der Hochschule Heilbronn beherbergt. Am Bildungscampus sind seitdem neben der Fakultät International Business ebenfalls die Fakultät Wirtschaft und Verkehr angesiedelt sowie Rektorat und Verwaltung der Hochschule Heilbronn.

## Forschungseinrichtungen
- Institut für angewandte Forschung (iaf) mit den In-Instituten
  - Electronic Business Institut (EBI)
  - Institut für Medizin, Informatik und Ökonomie (GECKO)
  - Heilbronner Institut für angewandte Marktforschung (H-InfaM)
  - Institut für Intelligente Cyber-Physische Systeme (ICPS)
  - Institut für Kraftfahrzeugtechnik und Mechatronik (IKM)
  - Institut für Nachhaltigkeit in Verkehr und Logistik (INVL)
  - Institut für Strategie und Controlling (ISC)
  - Institut für Unternehmensrecht (IfU)
  - Orient Institute for Intercultural Studies (OIS)
  - Polymer-Institut Kunststofftechnik (PIK)
  - Zentrum für Betriebswirtschaft und Unternehmensführung (zfbu GmbH)
  - Deutsches Institut für unternehmensbezogene Prognosemodelle und Potenzial analysen (DIUPP)
  - Institut für Schnelle Mechatronische Systeme (ISM)
  - Haller Institut für Management (HIM)
  - Usability & Interaction Technology Laboratory (UniTyLab)
  - Interdisziplinäres Lehr- und Forschungszentrum für Maschinelles Lernen (ZML)
  - Institut für Digitalisierung und elektrische Antriebe (IDA)

## Bachelor-Studiengänge

### Fakultät Technik (TE)

#### Deutschsprachiges Grundstudium
- Automotive Systems Engineering (ASE)
- Electrical Systems Engineering (ESE)
- Maschinenbau (MB)
- Mechatronik und Robotik (MR)
- Produktion und Prozessmanagement (PPM)
- Umwelt- und Prozessingenieurwesen (UP)

#### Englischsprachiges Grundstudium
- Electrical Systems Engineering
- Mechatronics and Robotics

### Fakultät Informatik (IT)
- Angewandte Informatik (AI)
- Angewandte Künstliche Intelligenz (AKIB)
- Medizinische Informatik (MIB)
- Software Engineering (SEB)

### Fakultät Wirtschaft (WI)
- Betriebswirtschaft und Unternehmensführung (BU)
- Business Engineering Logistics (BEL)[7]
- Logistik- und Mobilitätsmanagement (LM)[8]
- Wirtschaftsinformatik (WIN)

### Fakultät International Business (IB)
- Internationale Betriebswirtschaft – Interkulturelle Studien (IBIS)
- Internationale Betriebswirtschaft – Osteuropa (IBO)(auslaufend)
- Hotel- und Restaurantmanagement (HM)
- Tourismusmanagement (TM)
- Internationales Weinmanagement (IWM)(auslaufend)
- Weinmarketing und Management (WMM)

### Fakultät Technik und Wirtschaft (TW)
- Antriebssysteme und Mechatronik (AM)(auslaufend)
- Automatisierungstechnik und Elektro-Maschinenbau (AE)
- Betriebswirtschaft und Kultur-, Freizeit-, Sportmanagement (BK)
- Betriebswirtschaft, Marketing- und Medienmanagement (BM)
- Betriebswirtschaft und Sozialmanagement (BS)
- Elektrotechnik (ET)
- Energiemanagement (EM)
- Wirtschaftsingenieurwesen (WI)

### Fakultät Management und Vertrieb (MV)
- Management und Unternehmungsrechnung (MUR) (auslaufend)
- Financial Management, Accounting & Taxation (FAT)
- Management und Beschaffungswirtschaft (MBW)(auslaufend)
- Nachhaltige Beschaffungswirtschaft (NBW)
- Management und Personalwesen (MPW)
- Management und Vertrieb: Finance (MVF) (auslaufend)
- Management und Vertrieb: Handel (VH) (auslaufend)
- Management und Vertrieb: Industrie (VI) (auslaufend)
- Management und Vertrieb (MV)

## Master-Studiengänge

### Fakultät Mechanik und Elektronik (T1)
- Automotive Systems Engineering (MAS)
- Electrical Systems Engineering (MEL)
- Maschinenbau (MMA)
- Mechatronik und Robotik (MMR)

- Technical Management (MTM)

### Fakultät Informatik (IT)
- Medizinische Informatik (MIM)
- Software Engineering (SEM)

### Fakultät Wirtschaft (WI)
- Wirtschaftsinformatik Master (MID)

Weitere Master-Studiengänge der Fakultät werden unter Heilbronn University Graduate School (HUGS) geführt:
- Transport und Logistik Management (MTL)
- Unternehmensführung/Business Management (MU)

### Fakultät International Business (IB)
- International Business & Intercultural Management (MIBIM)
- International Tourism Management (MITM)
- Nachhaltige Tourismusentwicklung (NTE)

### Fakultät Technik und Wirtschaft (TW)
- Betriebswirtschaft und Kultur-, Freizeit- und Sportmanagement (MBK)
- Elektrotechnik (MEE)
- International Marketing and Communication (MBM)
- Technical Management (MTM)

### Fakultät Management und Vertrieb (MV)
- Business Analytics, Controlling & Consulting (MAC)

## HILL (Heilbronner Institut für Lebenslanges Lernen)
Das Heilbronner Institut für Lebenslanges Lernen (HILL) gemeinnützige GmbH ist die zentrale Weiterbildungseinrichtung der Hochschule Heilbronn und übernimmt somit als Dienstleister die Organisation und Durchführung von Weiterbildungsprogrammen. HILL bietet verschiedene berufsbegleitende Bachelor- und Master- sowie MBA-Studiengänge und Zertifikatsprogramme an.

## Partnerhochschulen
Die Hochschule Heilbronn pflegt Partnerschaften mit Hochschulen in rund 60 Ländern. Innerhalb der EU hat die Hochschule Partner in 25 Ländern. Insgesamt hat sie 130 Erasmus-Partnerhochschulen und 90 globale Austauschpartner außerhalb der EU.